# Bătălia de pe aliniamentul Rasova-Cobadin-Tuzla (1916)
Bătălia de pe aliniamentul Rasova-Cobadin-Tuzla a fost o acțiune militară de nivel tactic, desfășurată pe Frontul Român, în timpul campaniei din anul 1916 a participării României la Primul Război Mondial. Ea s-a desfășurat în perioada 3/16 septembrie - 8/21 septembrie 1916 și a avut ca rezultat stoparea ofensivei Puterilor Centrale, în ea fiind angajate forțe române din Divizia 2 Infanterie, Divizia 5 Infanterie, Divizia 9 Infanterie, Divizia 12 Infanterie, Divizia 15 Infanterie, Divizia 19 Infanterie, Divizia 1 Voluntari sârbă, Divizia 61 Infanterie rusă, Divizia 115 Infanterie rusă, Divizia 3 Cavalerie rusă și Brigada 5 Călărași română și forțe ale Puterilor Centrale din Divizia 1 Infanterie bulgară, Divizia 4 Infanterie bulgară, Divizia 6 Infanterie bulgară, Divizia Mixtă bulgară, Divizia 1 Cavalerie bulgară și  Brigada germană „Bode”. A făcut parte din acțiunile militare care au avut loc în acțiunile militare din Dobrogea.:p. 358

## Comandanți

### Comandanți români
- General Alexandru Socec
- General Alexandru Hartel
- General Traian Găiseanu
- General Eremia Grigorescu
- Colonel Constantin Scărișoreanu
- General Panteleimon Nicolaevici Simanski
- General Lev Lvovici Baikov
- General Evgheni Aleksandrovici Leontovici
- Colonel Stevan Hadžić

### Comandanți ai Puterilor Centrale
- General Ianko Draganov
- General Pantelei Kiselov
- General Stefan Popov
- General Todor Kantardjiev
- General Ivan Kolev
- Colonel Bode